# Mura di Marino

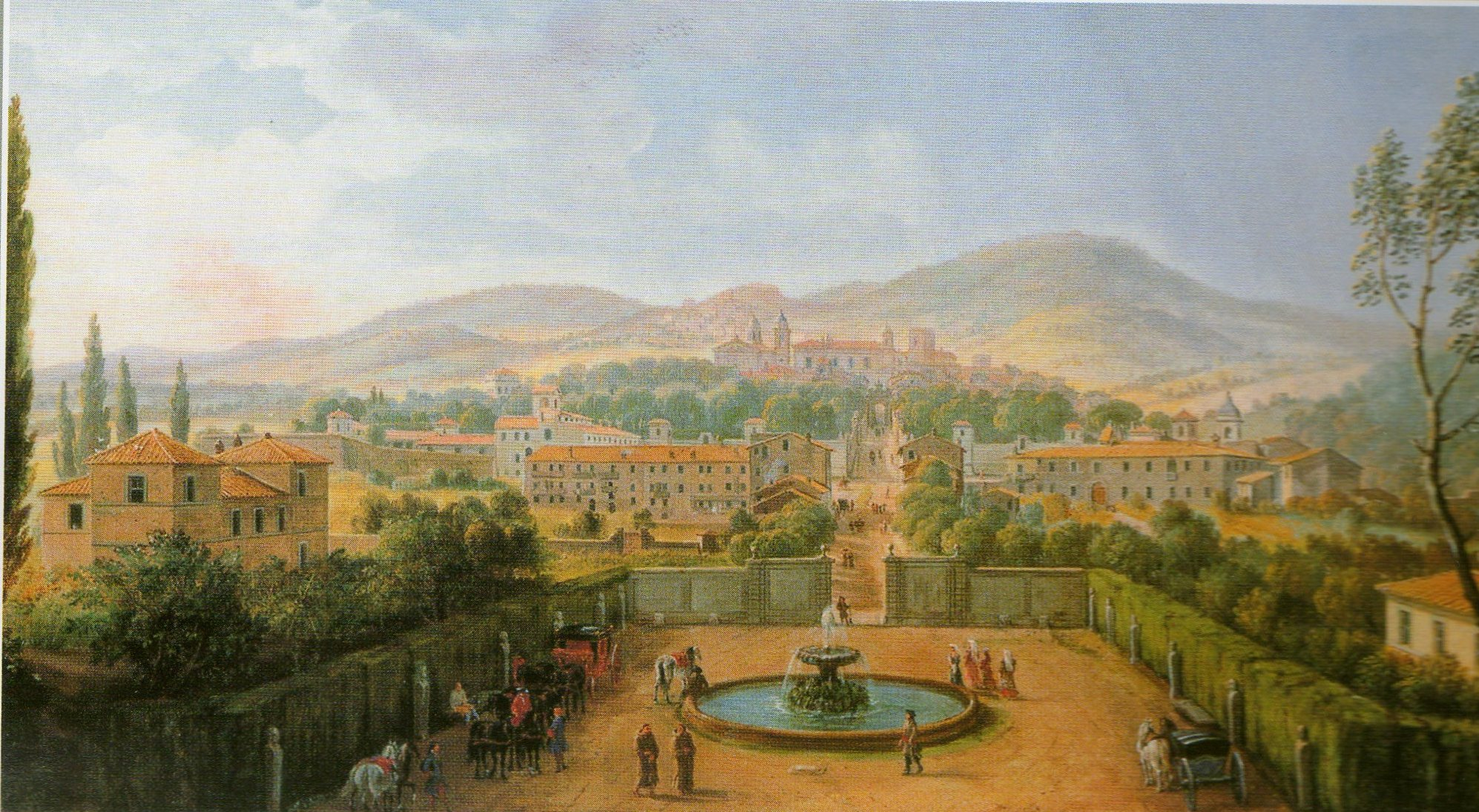
Veduta dell'ingresso a Marino attraverso la via Castrimeniense da villa Colonna di Bevilacqua (Gaspar Van Wittel (1719).

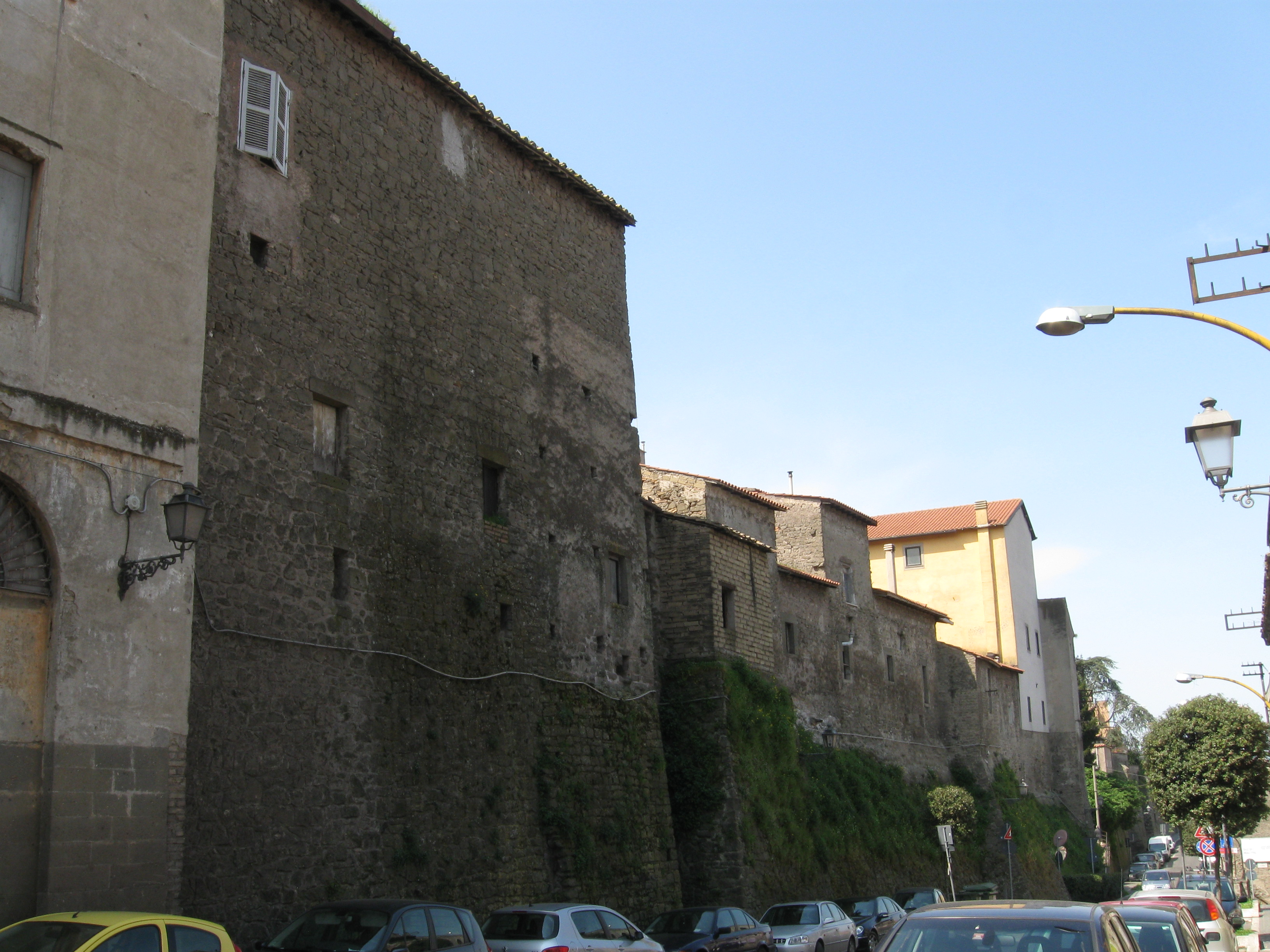
Un tratto ben conservato delle mura in via Giuseppe Garibaldi.

Le mura difensive di Marino sono un'opera di architettura militare realizzata in varie epoche a difesa del centro di Marino, in provincia di Roma, nell'area dei Castelli Romani.
Vale la pena segnalare che Marino è l'unico dei centri storici dei Castelli Romani ad aver conservato praticamente intatti ampi tratti della sua cerchia muraria originaria.

## Storia

### L'età antica
Il primo insediamento fortificato sorto nel territorio marinese fu la città latina di Bovillae, situata nell'area delle attuali frazioni marinesi di Frattocchie e Due Santi: questa città ebbe difese tanto poderose che oppose una lunga resistenza all'assedio dei Volsci comandati da Gneo Marcio Coriolano nel 490 a.C.
Al termine della guerra civile tra Mario e Silla, dopo la battaglia di Porta Collina (2 novembre 82 a.C.) Lucio Cornelio Silla sbaragliò definitivamente i sostenitori del suo rivale Gaio Mario il giovane, che ripararono nell'Agro Romano in città fedeli come Bovillae, Tusculum e Praeneste: sicché Silla decise di centuriare e distribuire ai suoi soldati veterani buona parte delle terre tra Bovillae e Tusculum: a metà strada tra le due città, venne edificato (o comunque fortificato) il castrum di Castrimoenium, abitato dunque da veterani fedeli a Silla.
Il toponimo dell'accampamento deriverebbe dal latino castrum ("accampamento") e moenium ("muro"), oppure come ipotizzato dallo studioso marinese Girolamo Torquati dal nome di un tale Menio comandante romano che avrebbe fondato l'accampamento. Anche sull'ubicazione di Castrimoenium si è molto discusso in passato, poiché, scartando l'ipotesi che Castrimoenium coincidesse con i Castra Albana e dunque sorgesse presso l'attuale Albano Laziale, alcuni studiosi propendevano per il rione Castelletto nel centro di Marino, ed altri per l'altura di Castel de' Paolis ai confini con Grottaferrata: attualmente, si pensa che i resti romani a Castel de' Paolis siano riferibili ad una villa romana, mentre l'accampamento fortificato dovesse sorgere in prossimità del moderno centro storico, dove si vede ancora il graticolato romano delle strade nel tessuto urbano.

### Dall'alto Medioevo al Trecento

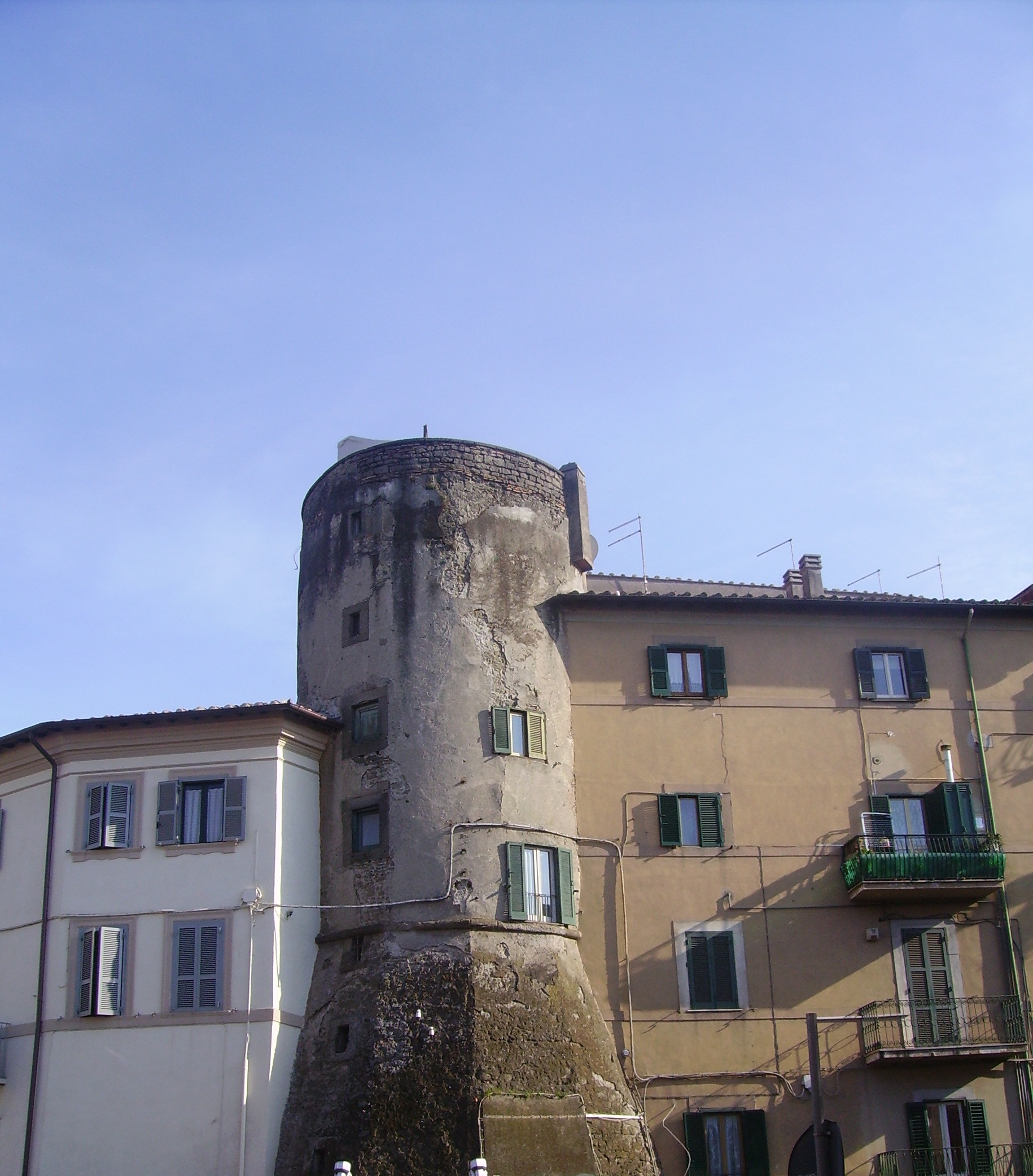
Una delle tre torri circolari appartenenti alla rocca Frangipane, nell'attuale piazza Giacomo Matteotti.

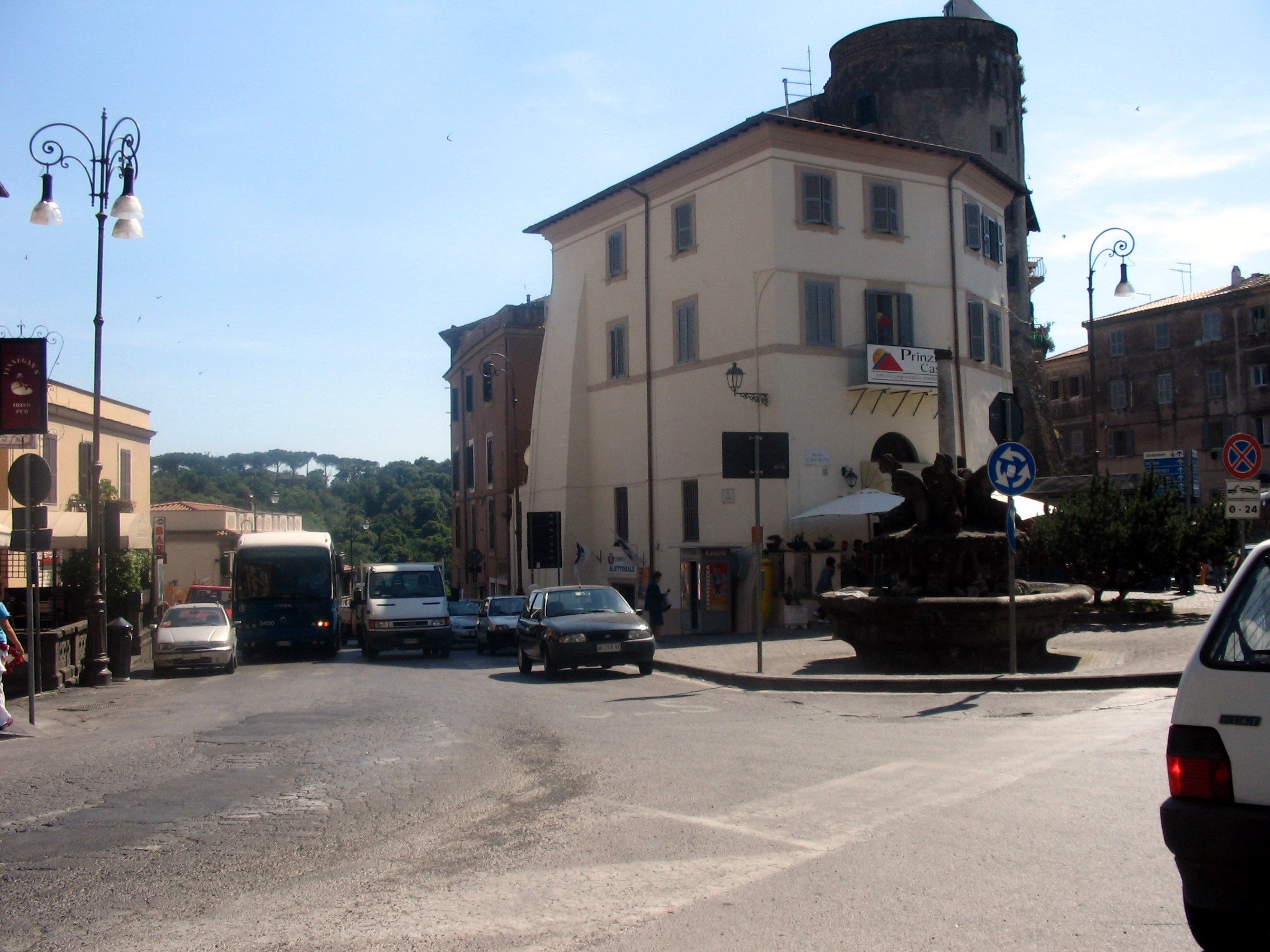
Un'altra veduta di una delle tre torri circolari della rocca Frangipane in piazza Giacomo Matteotti.

Dopo la caduta dell'Impero romano d'Occidente sopra molte strutture romane vennero edificati nuove strutture, per lo più militari: ad esempio sopra la villa di Castel de' Paolis sorse un castello, successivamente infeudato all'abbazia di Santa Maria di Grottaferrata. In luogo di Castrimoenium, nacque Marino: la prima citazione del castello risale al 1114, volendo non considerare attendibili le menzioni fatte nel "Liber Pontificalis" al tempo di papa Silvestro I (314-335) e nel "Chronicon Sublacense" del 1090.
Marino, inclusa attorno all'VIII ed al IX secolo nell'ambito dei patrimonia ecclesiastici nell'ambito della Massa Marulis, il cui centro è stato localizzato al XII miglio della via Anagnina, diventò ben presto un feudo della potente famiglia baronale romana dei Conti di Tuscolo, i quali nel XII secolo persero il feudo in favore dei Frangipane.
Il ramo cosiddetto "del Settizonio" di questa famiglia si estinse nel 1266, e Marino venne acquisito dagli Orsini, che ne mantennero stabilmente il possesso fino al 1379.
Nel frattempo, il castello è teatro di numerosi fatti d'arme: nel 1267 il "senator" romano Arrigo di Castiglia, agguerrito ghibellino, assediò il guelfo Rainaldo Orsini a Marino senza riuscire ad espugnare il castello; nel novembre 1347 il tribuno romano Cola di Rienzo, nel tentativo di debellare i riottosi baroni romani, assedia nuovamente Marino dove si difendono Giordano e Rainaldo Orsini: non riuscendo ad espugnare il castello, ripiegò sul piccolo castello di Castelluccia radendolo al suolo e devastando le campagne marinesi; infine, durante lo Scisma d'Occidente gli eserciti di papa Urbano VI e dell'antipapa Clemente VII si affrontarono nella battaglia di Marino (29 aprile 1379), e la vittoria arrise alle milizie italiane di Urbano VI comandate dal capitano di ventura Alberico da Barbiano.
Tutto il periodo dello Scisma d'Occidente (1378-1417) fu travagliatissimo per il castello di Marino, ed in generale per tutti i feudi del Lazio, a causa di un'anarchia generalizzata alimentata dalla debolezza del papa e dallo strapotere dei baroni romani. Se nel 1379 Giacomo Orsini aveva scacciato suo padre Giordano dal feudo marinese, nel 1385 il nipote di questi, Onorato Caetani, nominato erede universale dallo zio, scacciò il cugino da Marino manu militari. Se non che papa Bonifacio IX indisse addirittura una crociata contro i Caetani, per cui nel 1399 Onorato abbandonò Marin che venne annessa ai beni della Camera Apostolica ed assegnata in castellanìa in favore di tali Pietro e Marino Passerelli: i quali nel 1404 si ribellarono al potere ecclesiastico salvo essere immediatamente schiacciati in pochi mesi.
Ma ecco che nel 1405 Marino venne occupato di nuovo da Giacomo Orsini, la cui sovranità non durò oltre il 1408, quando Ladislao I di Napoli, invadendo lo Stato Pontificio, occupò il castello e lo annesse ai beni della corona napoletana, prima di concederlo ai suoi alleati Giordano e Niccolò Colonna. Andati via i napoletani, Marino tornerà sotto la potestà della Camera Apostolica fino al 1413, anno in cui Giacomo Orsini provò ancora una volta ad occupare il castello, schierandosi con una nuova invasione napoletana, al termine della quale tuttavia il feudo marinese tornerà ai Caetani che lo manterranno fino al 1417, quando Cristoforo Caetani lo cedette per 12.000 fiorini a Giordano e Lorenzo Colonna. Iniziò così il dominio feudale dei Colonna, durato ininterrottamente fino al 1789 ed ufficialmente fino al 1816.

### Quattrocento e Cinquecento

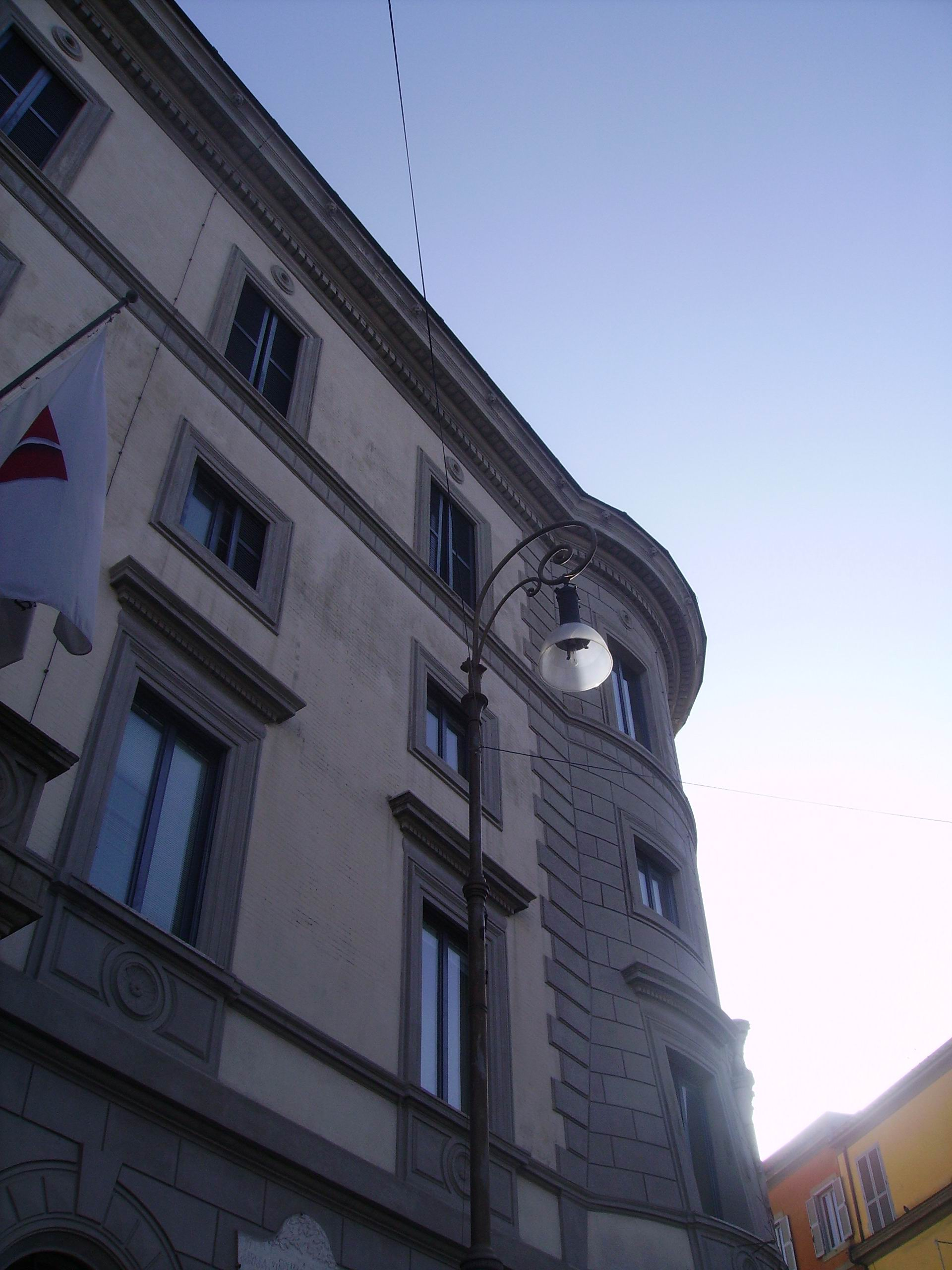
Veduta di una delle tre torri circolari della rocca Frangipane oggi inglobata in Palazzo Matteotti.

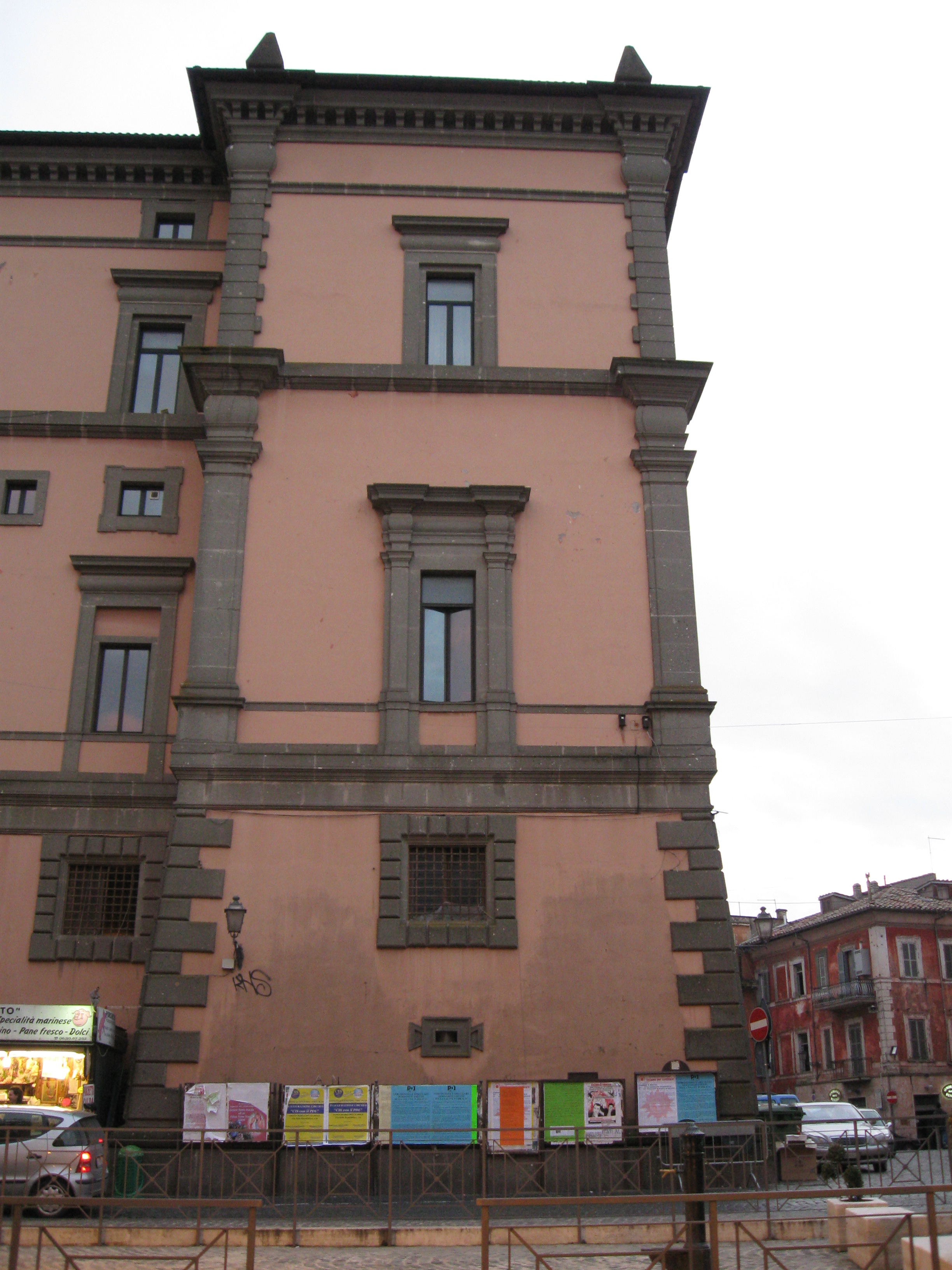
Il bastione quadrangolare di palazzo Colonna.

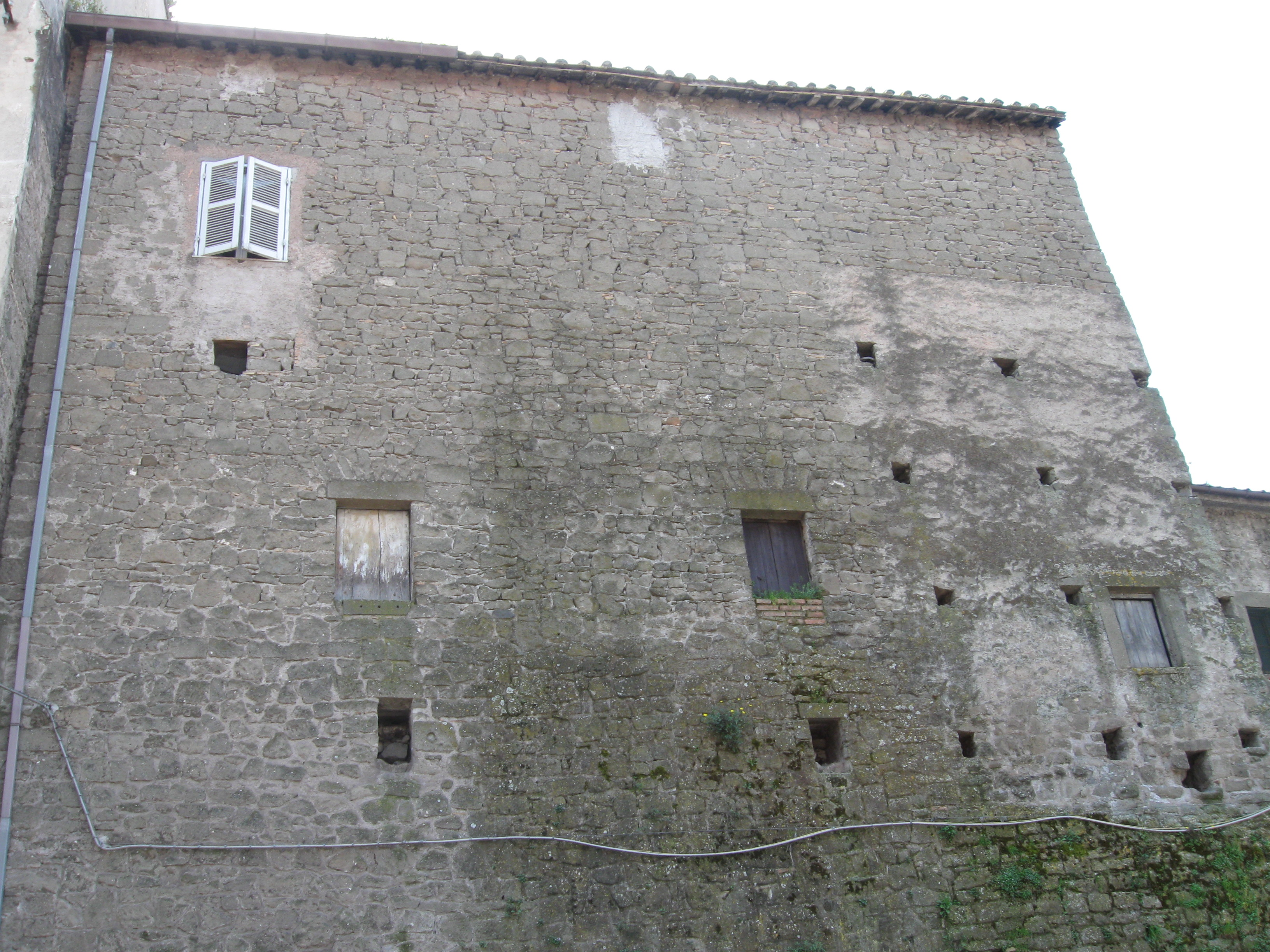
Un altro particolare delle mura in via Garibaldi, quartiere Sant'Anna.

Sotto il dominio della famiglia Colonna Marino si trovò di nuovo al centro di alcuni eventi militari importanti. Nel 1434, durante la guerra tra papa Eugenio IV ed i baroni romani, il comandante pontificio Orso Orsini si spinse fin sotto le mura di Marino senza assaltarla; da un assalto si astenne anche il cardinale arcivescovo di Firenze Giovanni Maria Vitelleschi nel maggio 1436, mentre furono rasi al suolo i feudi dei Savelli più vicini come Borghetto di Grottaferrata, Castel Gandolfo, Albano Laziale e Castel Savello.
Marino venne occupato militarmente dall'esercito napoletano comandato dal duca di Calabria Alfonso d'Aragona nell'estate 1482, durante la guerra tra papa Sisto IV e Ferrante d'Aragona: i Colonna infatti si erano alleati con i napoletani contro il papa, salvo poi essere scaricati dagli stessi.
Dopo la sconfitta napoletana nella battaglia di Campomorto (21 agosto 1482) l'esercito pontificio occupò Marino che venne incamerato dalla Camera Apostolica, per essere graziosamente restituito da Sisto IV ai Colonna nell'inverno 1483, a condizione che i Colonna cedessero agli Orsini i feudi abruzzesi di Alba Adriatica e Celano: condizione fermamente respinta dai Colonna, per cui iniziò una nuova feroce guerra che terminò con un nulla di fatto nel gennaio 1485.
Nello stesso anno scoppiò una nuova guerra tra papa Innocenzo VIII e Ferrante d'Aragona, durante la quale, l'11 luglio 1485, il comandante napoletano Paolo Orsini si schierò per due ore in ordine di battaglia davanti alle mura di Marino senza però assaltare il castello.
Durante il pontificato di papa Alessandro VI (1492-1503) la politica spregiudicata di questo papa portò gravi rovine in tutta Italia. Se Marino, diventato ormai uno dei capisaldi dei Colonna nell'Agro Romano, riuscì a salvarsi dalla prima invasione francese di Carlo VIII di Francia nel 1494, non altrettanto sarà durante la seconda invasione francese voluta da Luigi XII di Francia nel 1501: nel novembre di quell'anno infatti Alessandro VI decretò la distruzione del castello assieme ad altri feudi colonnesi nel Lazio, operazione eseguita dall'esercito del maresciallo di Francia Robert Stuart d'Aubigny.
Dopo questo evento catastrofico, il feudo di Marino venne nuovamente raso al suolo nel dicembre 1526 durante la guerra tra papa Clemente VII e l'imperatore Carlo V d'Asburgo, per stroncare la resistenza dei Colonna filo-imperiali.
Nuovi sconvolgimenti colpirono Marino nel 1539, durante la "guerra del sale" tra papa Paolo III ed i Colonna: Pier Luigi Farnese, nipote del papa, nel mese di marzo occupò il castello e lo consegnò alla Camera Apostolica, che ne mantenne il controllo fino al 1549. Ancora nel 1556, sotto il regno di papa Paolo IV, si combatté una nuova guerra contro i Colonna, che persero tutti i loro feudi in favore del nipote del papa, Giovanni Carafa, che fino al 1559 mantenne il controllo di trentacinque feudi colonnesi raggruppati nel cosiddetto "Stato di Paliano".
In seguito a questo episodio, il ritorno di Marcantonio II Colonna nei suoi feudi segnò la definitiva pacificazione del castello, che non fu direttamente più coinvolto in episodi bellici fino agli eventi legati alla Repubblica Romana (1798-1799).
Di conseguenza in questo lungo periodo di pace la cerchia muraria venne abbandonata, in larga parte convertita ad uso civile e superata dall'espansione edilizia cinquecentesca e soprattutto seicentesca.

## Descrizione

### Le mura romane ed alto-medioevali

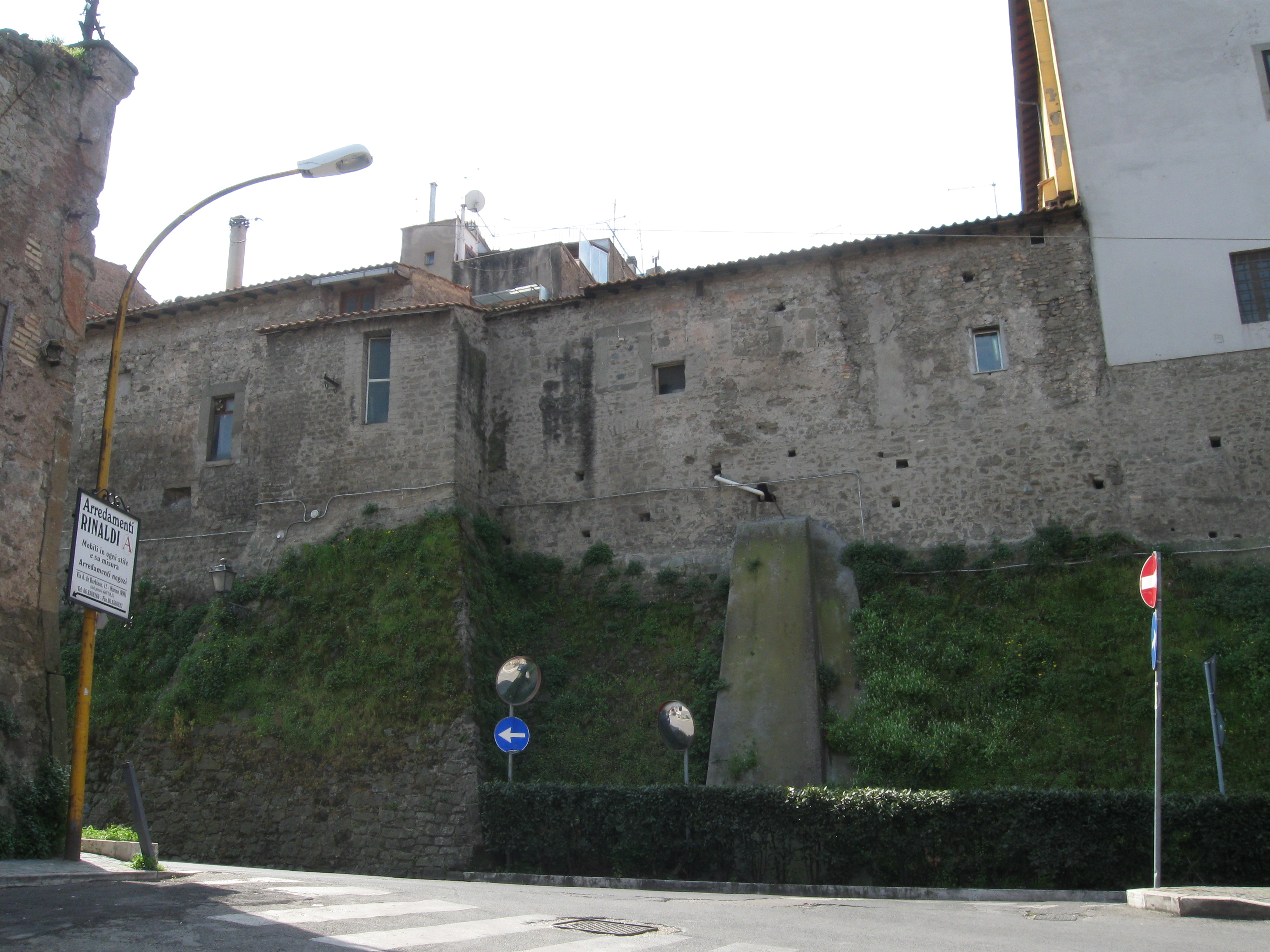
Scorcio delle mura trecentesche in via Giuseppe Garibaldi all'imbocco di via di Sant'Anna, nel quartiere Sant'Anna.

La cerchia muraria dell'antico municipium romano di Castrimoenium probabilmente coincideva con i limiti dell'attuale rione Castelletto, ovvero piazza della Repubblica, via Cola di Rienzo, viale Massimo d'Azeglio e via Paolo Mercuri. All'interno di quest'area infatti rimane ancora in gran parte evidenziato il graticolato romano caratteristico dell'urbanistica dei castra romani, con l'incontro di cardo e decumano e strade rispettivamente parallele. Nella cerchia si apriva a quanto pare dalle iscrizioni una porta Decumana, in direzione di Roma. Il castrum venne evidentemente abitato, nel III secolo, da soldati di origine medio-orientale, come testimonia il ritrovamento nel 1962 del mitreo di Marino: questo luogo di culto mitraico potrebbe essere collegato alla presenza nei vicini Castra Albana della Legio II Parthica.
Nell'alto Medioevo l'abitato si modellò sull'abitato romano: nell'area dell'antico foro, all'incrocio tra cardo e decumano, sorse la parrocchiale di San Giovanni Battista. Se nella menzione del "Liber Pontificalis" Marino risulta come "possessio", dunque luogo non fortificato, già nel 1090 e poi nel 1114 l'abitato risulta come "castrum", dunque castello fortificato. La prima fortificazione fu probabilmente rappresentata da una torre edificata dai Conti di Tuscolo nell'area dell'attuale Palazzo Colonna. Nella campagna marinese, sorsero fortificazioni presso Castel de' Paolis, dove la prima menzione di un castello di proprietà dell'abbazia di Santa Maria di Grottaferrata è del 1033, in località Pantanelle dove nel XII secolo sorse un "fundus Maranus" lungo la marana delle Pietrare, e presso Tor di Messer Paoli.

### L'espansione basso-medioevale

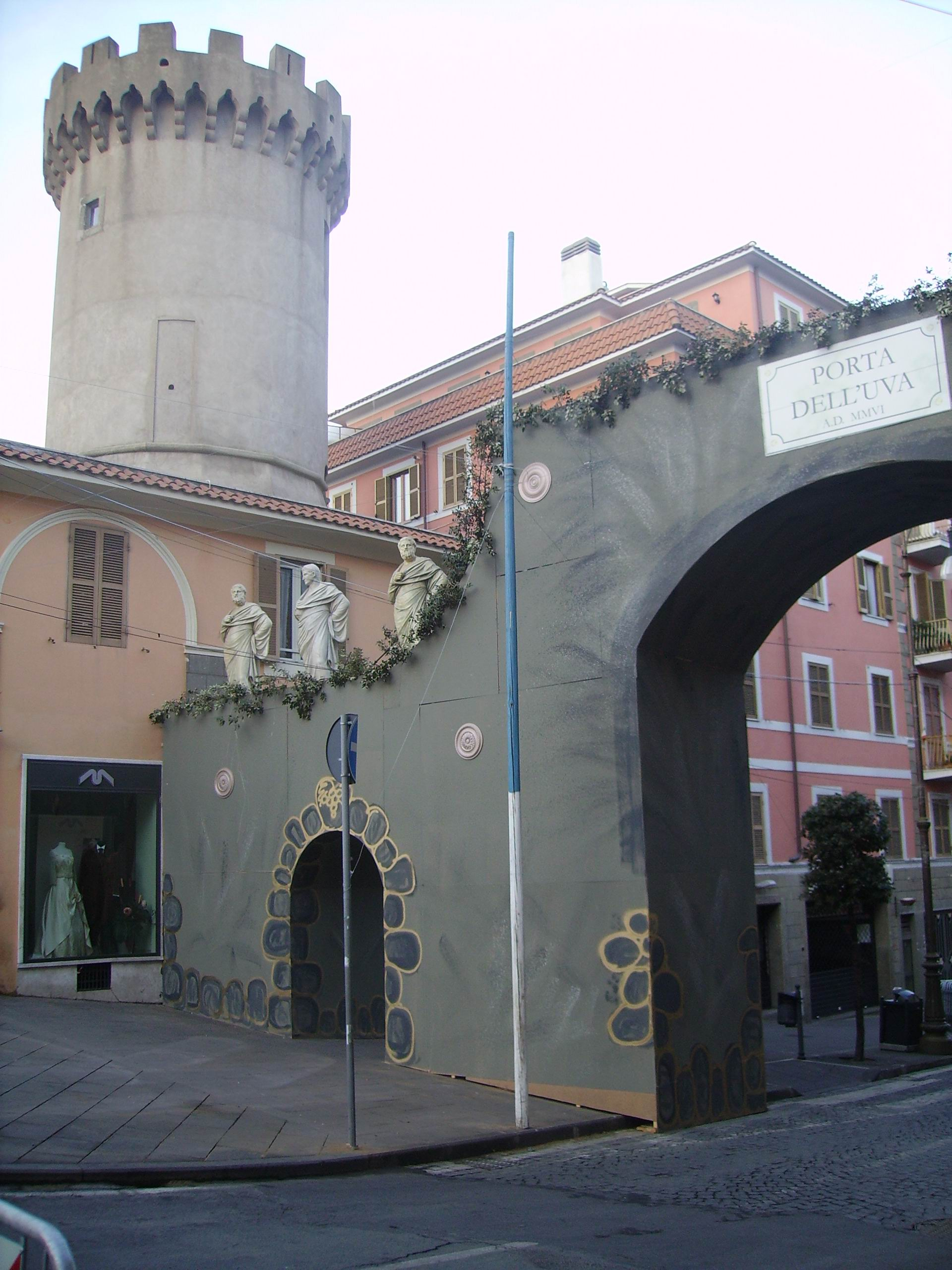
Una delle torri in piazza Giacomo Matteotti (sulla destra una porta di cartongesso realizzato per la Sagra dell'Uva 2007).

Attorno al XIII secolo si sviluppò un'addizione dell'abitato a sud-ovest dell'antico abitato alto-medioevale: la nascita di questo nuovo insediamento è testimoniata dalla costruzione della chiesa di Santa Lucia da Siracusa, oggi sconsacrata e ridotta a sede del museo civico "Umberto Mastroianni". Questo edificio, raro esempio di architettura gotica nel Lazio, venne costruito in forme maestose attorno al 1225 su un luogo di culto preesistente databile all'XI secolo: si pensa che la committente dei lavori possa essere stata Giacoma de Settesoli, vedova del feudatario Graziano Frangipane nonché amica di san Francesco d'Assisi e ispiratrice nella fondazione del Terzo Ordine Regolare di San Francesco.
Attorno al nuovo nucleo abitato venne ben presto costruita una nuova cerchia muraria, che racchiudeva le due parrocchie castellane e faceva perno sulla rocca Frangipane o "di Santa Lucia", un impianto fortificato collocato sulla sommità della dorsale su cui sorge l'abitato, nel sito attualmente occupato da piazza Giacomo Matteotti.
Già all'epoca in quel punto si incontravano diverse importanti strade provenienti da molte direttrici, tra cui la "via corriera" tra Roma e Napoli (corrispondente grossomodo all'attuale strada statale 217 Via dei Laghi), che aveva sostituito per le comunicazioni rapide con il Mezzogiorno d'Italia la via Appia Antica ormai impraticabile a causa delle Paludi Pontine.
A questa strada fu legata fino alla riapertura della via Appia Nuova attorno al 1780 gran parte della prosperità di Marino.
Tornando alla rocca Frangipane, demolita verosimilmente con gli interventi urbanistici colonnesi a cavallo tra Cinquecento e Seicento, oggi è possibile affermare che avesse una pianta triangolare, dato che di essa restano solo tre torri circolari con merli guelfi, divenute un po' simboli di Marino: una di esse fu inglobata nel 1881-1884 all'interno del costruendo palazzo Matteotti.

### L'espansione trecentesca

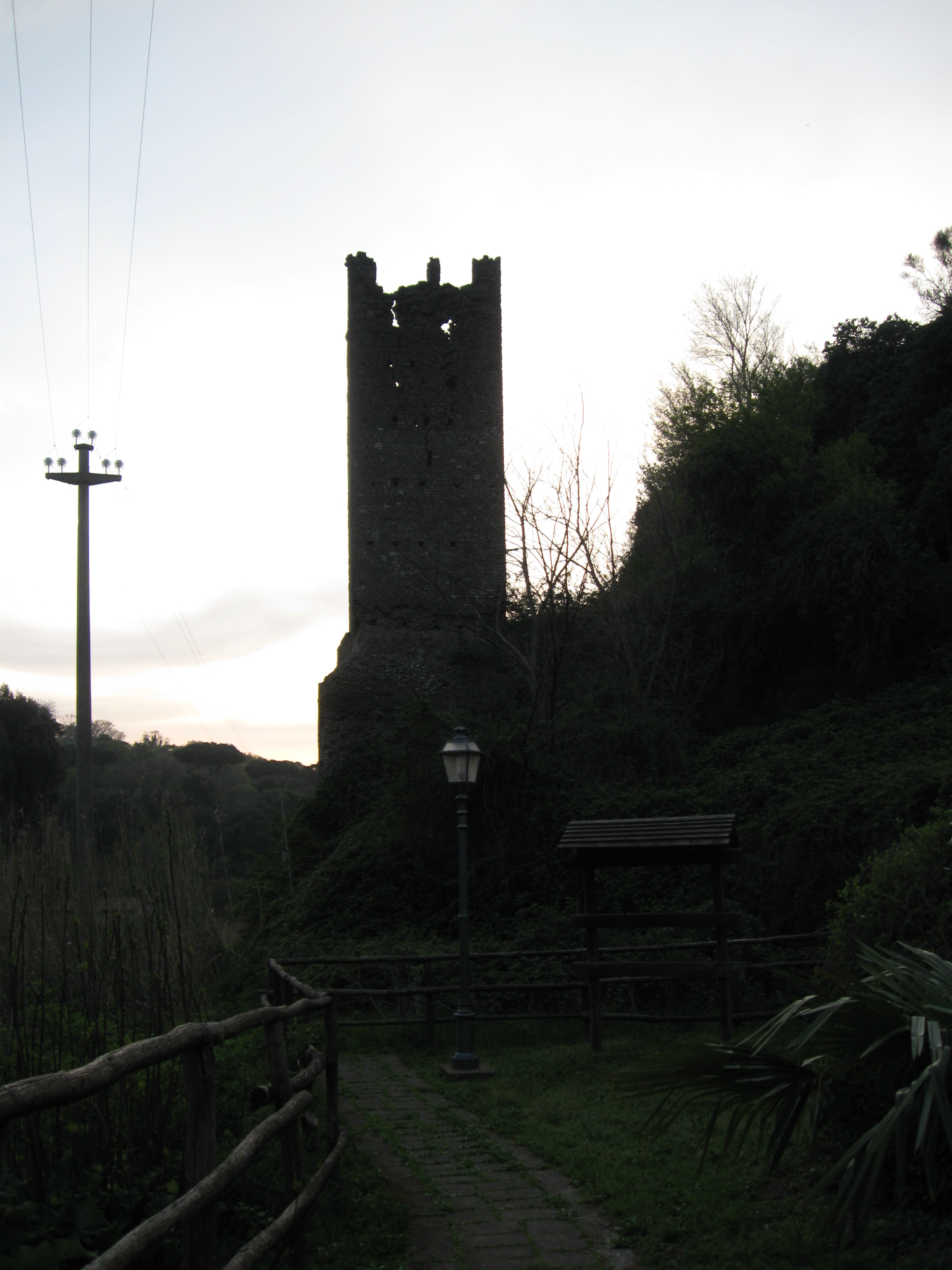
La torre d'Ammonte nel quartiere Acquasanta.

Con il dominio feudale degli Orsini nel XIV secolo Marino venne sottoposta continuamente a pressioni militari: si rese necessario così il potenziamento della cerchia muraria. Venne realizzata una difesa a valle, lungo la principale via d'accesso al castello provenendo da sud: in questo contesto si spiega la suggestiva la torre quadrangolare oggi chiamata "d'Ammonte", sita nell'omonima località nel quartiere Acquasanta. Inoltre, viene creata una nuova addizione a nord-est dell'antico abitato alto-medioevale: sono le cosiddette "Camere Nove".
Quest'addizione venne dotata anche di una nuova porta rivolta verso nord-est: porta Giordana, collocata alla fine dell'attuale via Paolo Mercuri. La datazione di queste opere non è chiara, certo dalla denominazione di questa porta ("Giordana") è riconducibile all'epoca del feudatario Giordano Orsini, che governò su Marino dal 1372 al 1379.
Della cerchia muraria trecentesca rimane un ampio tratto ben conservato (specie nella parte inferiore) nella prima parte di via Giuseppe Garibaldi.
Da questi resti si può dedurre che le mura erano realizzate secondo criteri atti a resistere alle armi da lancio: solo in un secondo momento, con l'introduzione delle armi da fuoco, vennero realizzate scarpe e contrafforti. Le torri erano quadrangolari e sporgenti dalla linea delle mura, e collocate ogni 20 o 25 metri circa l'una dall'altra.

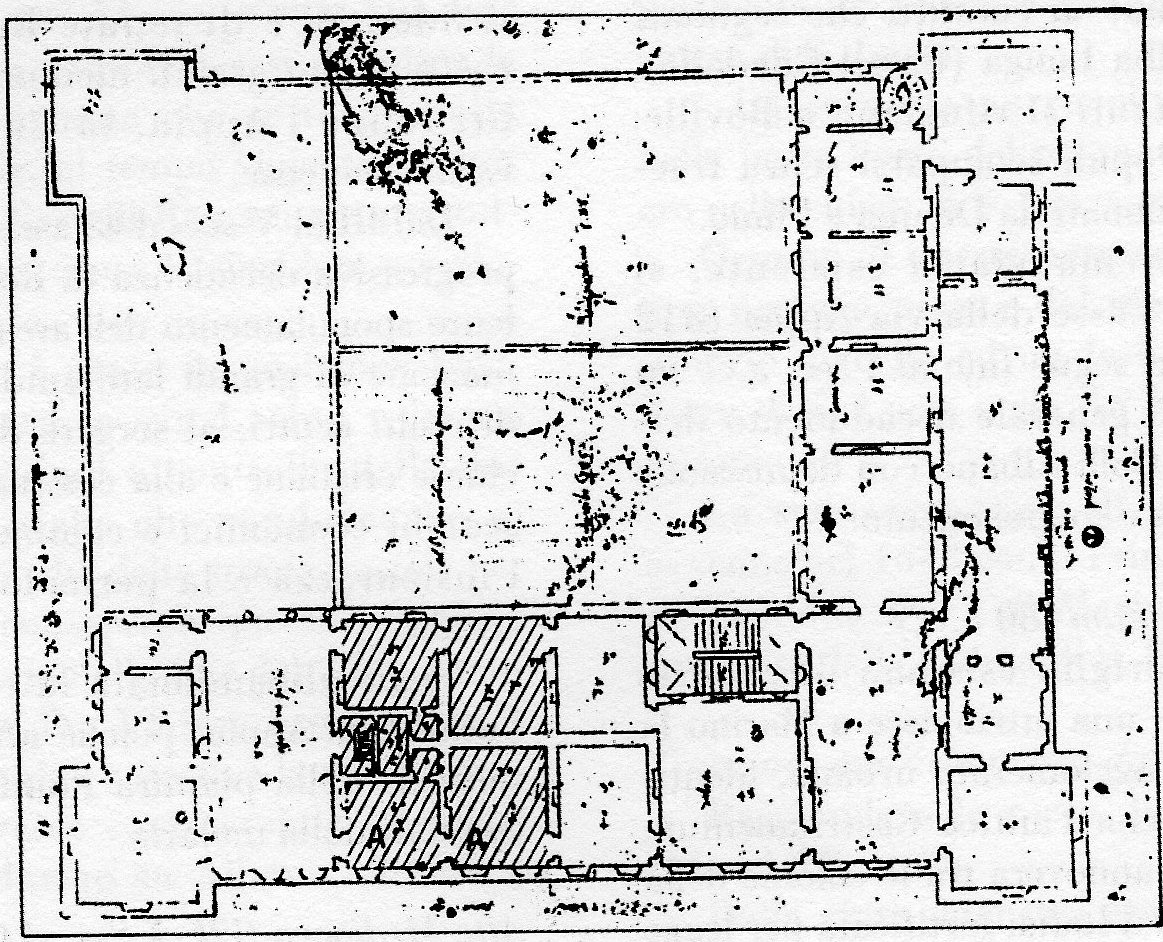
Il progetto del palazzo realizzato da Antonio da Sangallo il Giovane conservato al gabinetto dei Disegni e Stampe della galleria degli Uffizi di Firenze (dis. uff. n° 697).

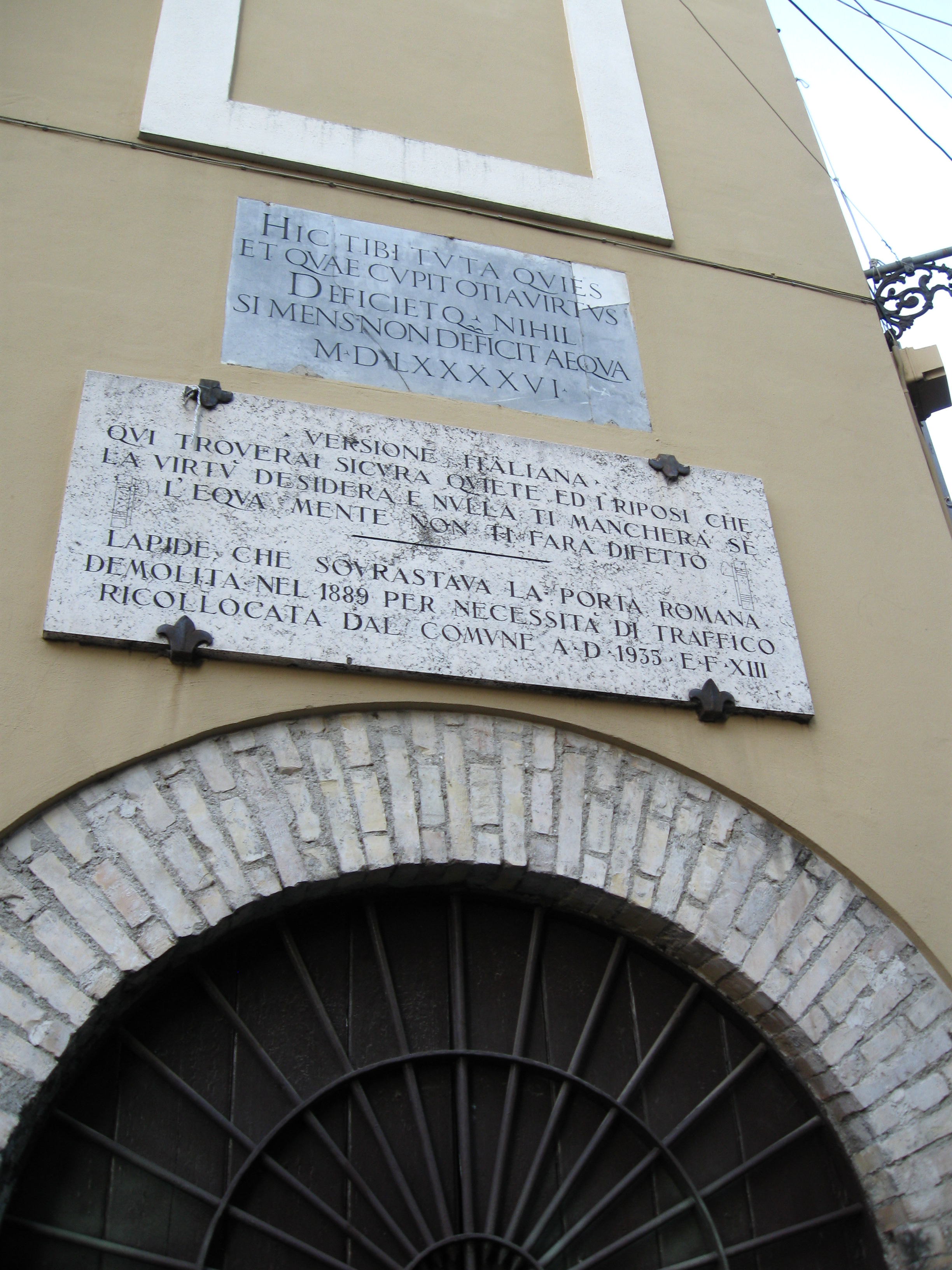
Lapide posta all'angolo tra via Roma e viale Massimo d'Azeglio, nel sito della porta Romana abbattuta nel 1889.

Sorse inoltre, nel sito dell'attuale palazzo Colonna, una cosiddetta rocca Orsini o palazzo fortificato, edificata nel corso del Trecento e già pienamente efficiente all'inizio del XV secolo quando resistette validamente per molti giorni a più di un assedio. Di questa rocca, in gran parte sostituita dal palazzo cinque-seicentesco, restano oggi solo un tratto di mura a scarpa in opera quadrata a blocchetti di peperino sul lato sud-est, note impropriamente come "mura bramantesche".

### Le modificazioni quattrocentesche e cinquecentesche
Il periodo di anarchia feudale legato allo Scisma d'Occidente (1378-1417) fu caratterizzato da continui assedi e brevissime occupazioni di parti avverse, che senz'altro indebolirono le difese del castello: anche sotto il dominio feudale dei Colonna la situazione non si pacificò, ma anzi Marino subì ben due distruzione, nel 1501 e nel 1526.
Già alla fine del Quattrocento la moglie del feudatario Fabrizio I Colonna, Agnese di Montefeltro, aveva promosso il restauro della cosiddetta rocca Orsini, chiamando a consulto secondo la tradizione anche il celebre architetto Bramante, nativo di Urbino come lei, all'epoca impegnato a Roma nella fabbrica della basilica di San Pietro in Vaticano. Sempre la tradizione attribuisce al Bramante l'unico tratto in realtà superstite dell'antico perimetro murario della rocca trecentesca, oggi situato in largo Luigi Oberdan sul fianco sud-ovest di palazzo Colonna.
Tuttavia, i primi grandi lavori di restauro degli antichi edifici militari ormai avviati al disuso si ebbero nel Cinquecento: il figlio di Fabrizio I Colonna ed Agnese di Montefeltro, Ascanio I Colonna, commissionò attorno al 1532 la ricostruzione della rocca Orsini ad Antonio da Sangallo il Giovane.
Questi elaborò un progetto molto simile a quello che lui stesso stava elaborando per il palazzo Farnese di Caprarola, con un edificio quadrangolare dotato di quattro imponenti bastioni agli angoli. Il progetto del Sangallo tuttavia venne realizzato solo in parte: nel 1566 il palazzo risultava completato solo per un quarto, ed i nuovi lavori avviati per conto di Filippo I Colonna all'inizio del Seicento sotto la direzione di Girolamo Rainaldi modificarono drasticamente il progetto originario, che rimane tutt'oggi incomoiuto nei fronti occidentale e meridionale.
Assieme al palazzo, venne aperta la "Strada Nuova", attuale via Roma, che attraverso lo sventramento dell'alto-medioevale rione Castelletto doveva costituire un rettilineo di collegamento diretto tra Roma ed il costruendo palazzo Colonna: fattore scatenante di questi interventi fu probabilmente la visita a Roma nel 1532 di Carlo V d'Asburgo, suocero di Ascanio I Colonna in quanto padre della moglie Giovanna d'Aragona (i coniugi in seguito si separarono, mantenendo rapporti molto conflittuali).